# Anthony Clémenceau
 (juillet 2022).
Anthony Clémenceau est un joueur français de Scrabble.
Né à Pantin (Seine-Saint-Denis) le 28 octobre 1970, il apprend à lire à l'âge de 4 ans en regardant l'émission de télévision Des chiffres et des lettres. Grâce à ses grands-parents maternels, il découvre le jeu à l'âge de 5 ans, en formule classique. Il commence la compétition en formule duplicate à l'âge de 15 ans à Valence, lors de la venue du globe-trotter « Raymond », célèbre animateur belge du « Tour de France » du Scrabble, qui le prend sous sa coupe. Classé au bout d'un an de compétition 6e junior mondial à Metz en 1987, il est sacré l'année suivante vice-champion du monde junior de la discipline en août 1988 à Québec. Président à l'âge de 20 ans du club de Pau (Pyrénées-Atlantiques) en 1990, il poursuit ses études de sciences de l'éducation à Rouen (Seine-Maritime) et se licencie dans le club formateur du Rouen Scrabble en 1993, présidé par son ami Aurélien Delaruelle. Club qu'il ne quittera plus et qui sera quadruple champion de France entre 1996 et 2007. Dix ans après la création, à Paris, de la première coupe d'Europe Interclubs de Scrabble, Anthony contribue à Lausanne, en octobre 2010, à la victoire, sur l'échelle européenne, des Rouennais opposés en finale à l'équipe du Bouscat. Anthony remporte le championnat du monde de Scrabble francophone par paires en 2002 à Montréal avec Jean-François Lachaud puis, en 2006, à Tours, avec Antonin Michel. Il est monté à cinq reprises sur le podium mondial des paires depuis 1994.[réf. nécessaire]
Anthony Clémenceau a réalisé plusieurs « tops » en atteignant le même score que l'ordinateur sur une partie entière.

## Palmarès
- Champion du monde par paires :
  - avec Jean-François Lachaud : 2002[2]
  - avec Antonin Michel : 2006
- Champion d'Europe Interclubs de Scrabble : 2010
- Vainqueur de l'International de France en parties originales : 1995
- Vainqueur de la Coupe de Cannes : 2000
- Champion de France de blitz : 2001
- Champion de France en semi-rapides : 2001
- Champion de France par paires :
  - avec Thierry Chincholle : 2001, 2002
  - avec Guy Delore : 2009
- Vainqueur du Festival de Biarritz : 2001, 2002
- Vice-champion du monde junior : 1988